# Catasetum globiflorum
Catasetum globiflorum är en orkidéart som beskrevs av William Jackson Hooker. Catasetum globiflorum ingår i släktet Catasetum och familjen orkidéer. Inga underarter finns listade i Catalogue of Life.